# Божидар Капустин
Божидар Капустин е югославски футболист и треньор по футбол и американски футбол. Известен е също като Робърт Капустин и Боб Кап в САЩ и Канада.
Потомък е на руски евреи, като баща му Николай е артилерист в Бялото движение.

## Кариера
Между 1941 и 1943 г. е футболист на „Македония“ (Скопие). По това време е журналист на българския вестник „Спорт“, в който списва рубриката „През дупката на тарабата“.
Завършва право в Белградския университет. Има и 1 мач за „Победа“ (Скопие).
Започва треньорската си кариера начело на „Динамо“ (Сливен), като печели Областното първенство и класира отбора за Б група. Закратко е треньор и на „Лъсков“ (Ямбол).
Между 1951 и 1953 г. е треньор на „Ботев“ (Пловдив). Отборът по това време е в средата на таблицата, а през 1953 г. изпада от елита. След това заминава за Унгария, където учи в Будапещенския университет. По това време е и кореспондент на в-к „Народен спорт“.
След Унгарското въстание през 1956 г. емигрира в Канада.
В Канада работи като журналист за списанията Soccer Illustrated, North America и World Soccer News. По това време кореспондира с Ламар Хънт – американски бизнесмен, един от меценатите на футбола в САЩ. Когато научава, че Хънт търси треньор за отбора си Далас Торнадо, Капустин изпраща кандидатурата си с мотивите, че е учил заедно с Ференц Пушкаш и дори е играл за „Манчестър Юнайтед“.
На 1 юни 1967 г. е назначен за треньор на „Далас Торнадо“. Обикаля Европа в продължение на няколко месеца в търсене на футболисти. До началото на следващата кампания, в която „Торнадо“ ще се включи в Северноамериканската футболна лига, тимът изиграва 45 приятелски мача в 26 страни. „Далас“ започва катастрофално сезона и през юни 1968 г. Капустин е уволнен.
През 1973 г. е треньор на кикърите в отбора по американски футбол „Хюстън Ойлърс“. По това време препоръчва европейски футболисти на тимовете от НФЛ, като австрийският нападател Тони Фритш прави успешна кариера като кикър в американския футбол. През 1974 г. Капустин е един от инициаторите на създаването на европейска лига по американски футбол, но плановете пропадат. Смята се, че тази идея е в основата на НФЛ Юръп, стартирала през 90-те години на XX век.